# Terminalia griffithsiana
Terminalia griffithsiana är en tvåhjärtbladig växtart som beskrevs av Liben. Terminalia griffithsiana ingår i släktet Terminalia och familjen Combretaceae. Inga underarter finns listade i Catalogue of Life.